# Roberto Enríquez Ruiz
Roberto Enríquez Ruiz är en ort i Mexiko.   Den ligger i kommunen San Andrés Tuxtla och delstaten Veracruz, i den sydöstra delen av landet, 400 km öster om huvudstaden Mexico City. Roberto Enríquez Ruiz ligger 226 meter över havet och antalet invånare är 234.
Terrängen runt Roberto Enríquez Ruiz är kuperad norrut, men söderut är den platt. Runt Roberto Enríquez Ruiz är det ganska tätbefolkat, med 83 invånare per kvadratkilometer. Närmaste större samhälle är San Andres Tuxtla, 5,6 km nordväst om Roberto Enríquez Ruiz. Omgivningarna runt Roberto Enríquez Ruiz är en mosaik av jordbruksmark och naturlig växtlighet.